# Kardynałowie z nominacji Leona XIII
Kardynałowie z nominacji Leona XIII. Na dwudziestu siedmiu konsystorzach papież Leon XIII kreował kardynałami 147 duchownych katolickich. Wśród nich znalazł się m.in. jego następca, papież Pius X (Giuseppe Sarto), a także trzej Polacy, Włodzimierz Czacki, Albin Dunajewski i Jan Duklan Puzyna.

## Konsystorz z12 maja1879
1. Friedrich Egon von Fürstenberg, arcybiskup Ołomuńca – kardynał prezbiter S. Crisogono (tytuł nadany 27 lutego 1880), zm. 20 sierpnia 1892
2. Florian-Jules Desprez, arcybiskup Tuluzy i Narbonne – kardynał prezbiter Ss. Marcellino e Pietro (tytuł nadany 22 września 1879), zm. 21 stycznia 1895
3. Lajos Haynald, arcybiskup Kalocsa-Bács – kardynał prezbiter S. Maria degli Angeli (tytuł nadany 22 września 1879), zm. 4 lipca 1891
4. Louis-Édouard-François-Desiré Pie, biskup Poitiers – kardynał prezbiter S. Maria della Vittoria (tytuł nadany 22 września 1879), zm. 17 maja 1880
5. Américo Ferreira dos Santos Silva, biskup Porto – kardynał prezbiter Ss. IV Coronati (tytuł nadany 27 lutego 1880), zm. 21 stycznia 1899
6. Gaetano Alimonda, biskup Albengi – kardynał prezbiter S. Maria in Traspontina (tytuł nadany 22 września 1879), zm. 30 maja 1891
7. Giuseppe Pecci, brat papieża, wiceprefekt Biblioteki Watykańskiej – kardynał diakon S. Agata alla Suburra (tytuł nadany 15 maja 1879), zm. 8 lutego 1890
8. John Henry Newman CO – kardynał diakon S. Giorgio in Velabro (tytuł nadany 15 maja 1879), zm. 11 sierpnia 1890
9. Joseph Hergenröther, prefekt Domu Papieskiego – kardynał diakon S. Nicola in Carcere (tytuł nadany 15 maja 1879), zm. 3 października 1890
10. Tommaso Maria Zigliara OP, konsultor Kongregacji Indeksu i Kongregacji Nadzwyczajnych Spraw Kościoła – kardynał diakon Ss. Cosma e Damiano (tytuł nadany 15 maja 1879), następnie kardynał prezbiter S. Prassede (1 czerwca 1891), kardynał biskup Frascati (16 stycznia 1893), zm. 10 maja 1893

## Konsystorz z19 września1879
1. Pier Francesco Meglia, tytularny arcybiskup Damaszku, nuncjusz we Francji – kardynał prezbiter Ss. Silvestro e Martino (tytuł nadany 27 lutego 1880), zm. 31 marca 1883
2. Giacomo Cattani, tytularny arcybiskup Ancyry, nuncjusz w Hiszpanii – kardynał prezbiter S. Balbina (tytuł nadany 27 lutego 1880), zm. 14 lutego 1887
3. Lodovico Jacobini, tytularny arcybiskup Tessaloniki, nuncjusz w Austro-Węgrzech – kardynał prezbiter S. Maria della Vittoria (tytuł nadany 16 grudnia 1880), zm. 28 lutego 1887
4. Domenico Sanguigni, tytularny arcybiskup Tarsu, nuncjusz w Portugalii – kardynał prezbiter S. Pudenziana (tytuł nadany 27 lutego 1880), zm. 20 listopada 1882

## Konsystorz z13 grudnia1880

### Nominacja jawna
1. Andon Bedros IX Hassoun, ormiański patriarcha Cylicji – kardynał prezbiter Ss. Vitale, Gervasio e Protasio (tytuł nadany 16 grudnia 1880), zm. 28 lutego 1884

### Nominacjein pectore, opublikowane 27 marca 1882
1. Francesco Ricci Paracciani, prefekt Domu Papieskiego – kardynał diakon S. Maria in Portico (tytuł nadany 30 marca 1882), następnie kardynał prezbiter S. Pancrazio (1 czerwca 1891), zm. 9 marca 1894
2. Pietro Lasagni, sekretarz Kongregacji Konsystorialnej i Kolegium Kardynalskiego – kardynał diakon S. Mara della Scala (tytuł nadany 30 marca 1882), zm. 19 kwietnia 1885

### Nominacjain pectore, opublikowana 10 listopada 1884
1. Carlo Laurenzi, audytor Jego Świątobliwości – kardynał prezbiter S. Anastasia (tytuł nadany 13 listopada 1884), zm. 2 listopada 1893

## Konsystorz z27 marca1882
1. Domenico Agostini, patriarcha Wenecji – kardynał prezbiter S. Eusebio (tytuł nadany 30 marca 1882), następnie kardynał prezbiter S. Maria della Pace (7 czerwca 1886), zm. 31 grudnia 1891
2. Charles Lavigerie, M.Afr., arcybiskup Algieru – kardynał prezbiter S. Agnese fuori le mura (tytuł nadany 3 lipca 1882), zm. 26 listopada 1892
3. Joaquín Lluch y Garriga OCD, arcybiskup Sewilli – kardynał prezbiter bez tytułu, zm. 23 września 1882
4. Edward MacCabe, arcybiskup Dublinu – kardynał prezbiter S. Sabina (tytuł nadany 30 marca 1882), zm. 11 lutego 1885
5. Angelo Jacobini, asesor Świętego Oficjum – kardynał diakon S. Eustachio (tytuł nadany 30 marca 1882), zm. 3 marca 1886

## Konsystorz z25 września1882
Kościoły tytularne zostały nadane 15 marca 1883.
1. Angelo Bianchi, tytularny arcybiskup Miry, nuncjusz w Hiszpanii – kardynał prezbiter S. Prassede, następnie kardynał biskup Palestriny (24 maja 1889), zm. 22 stycznia 1897
2. Włodzimierz Czacki, tytularny arcybiskup Salaminy, nuncjusz we Francji – kardynał prezbiter S. Pudenziana, zm. 8 marca 1888

## Konsystorz z24 marca1884
1. José Sebastião Neto OFM, patriarcha Lizbony – kardynał prezbiter Ss. XII Apostoli (tytuł nadany 10 czerwca 1886), zm. 7 grudnia 1920
2. Guglielmo Sanfelice d'Acquavella OSBCas, arcybiskup Neapolu – kardynał prezbiter S. Clemente (tytuł nadany 27 marca 1884), zm. 3 stycznia 1897

## Konsystorz z10 listopada1884
1. Michelangelo Celesia OSBCas, arcybiskup Palermo – kardynał prezbiter S. Prisca (tytuł nadany 13 listopada 1884), następnie kardynał prezbiter S. Marco (25 listopada 1887), zm. 14 kwietnia 1904
2. Antolín Monescillo y Viso, arcybiskup Walencji – kardynał prezbiter S. Agostino (tytuł nadany 10 czerwca 1886), zm. 11 sierpnia 1897
3. Guglielmo Massaja OFMCap, tytularny arcybiskup Stauropolis – kardynał prezbiter Ss. Vitale, Gervasio e Protasio (tytuł nadany 13 listopada 1884), zm. 6 sierpnia 1889
4. Cölestin Ganglbauer OSB, arcybiskup Wiednia – kardynał prezbiter S. Eusebio (tytuł nadany 10 czerwca 1886), zm. 14 grudnia 1889
5. Zeferino González y Díaz Tuñón OP, arcybiskup Sewilli – kardynał prezbiter S. Maria sopra Minerva (tytuł nadany 17 marca 1887), zm. 29 listopada 1894
6. Carmine Gori-Merosi, sekretarz Kongregacji Konsystorialnej oraz Kolegium Kardynałów – kardynał diakon S. Maria ad Martyres (tytuł nadany 13 listopada 1884), zm. 15 września 1886
7. Ignazio Masotti, sekretarz Kongregacji ds. Biskupów i Zakonników – kardynał diakon S. Cesareo in Palatio (tytuł nadany 13 listopada 1884), zm. 21 października 1888
8. Isidoro Verga, sekretarz Kongregacji Soboru Trydenckiego – kardynał diakon S. Angelo in Pescheria (tytuł nadany 13 listopada 1884), następnie kardynał diakon S. Maria in Via Lata (1 czerwca 1891), kardynał prezbiter S. Callisto (22 czerwca 1896), kardynał biskup Albano (30 listopada 1896), zm. 10 sierpnia 1899

## Konsystorz z27 lipca1885
Kościoły tytularne nadano nominatom 30 lipca 1885
1. Paul Ludolf Melchers – kardynał prezbiter S. Stefano al Monte Celio, zm. 14 grudnia 1895
2. Alfonso Capecelatro di Castelpagano CO, arcybiskup Kapui – kardynał prezbiter Ss. Nereo ed Achilleo, następnie kardynał prezbiter S. Maria del Popolo (15 stycznia 1886), zm. 14 listopada 1912
3. Francesco Battaglini, arcybiskup Bolonii – kardynał prezbiter S. Bernardo alle Terme, zm. 8 lipca 1892
4. Patrick Francis Moran, arcybiskup Sydney – kardynał prezbiter S. Susanna, zm. 16 sierpnia 1911
5. Placido Maria Schiaffino OSBOliv, tytularny arcybiskup Nissa, sekretarz Kongregacji ds. Biskupów i Zakonników – kardynał prezbiter Ss. Giovanni e Paolo, zm. 23 września 1889
6. Carlo Cristofori, audytor generalny Kamery Apostolskiej – kardynał diakon Ss. Vito e Modesto e Crescenzio, zm. 30 stycznia 1891

## Konsystorz z7 czerwca1886
1. Victor-Félix Bernadou, arcybiskup Sens – kardynał prezbiter SS. Trinita al Monte Pincio (tytuł nadany 17 marca 1887), zm. 15 listopada 1891
2. Elzéar-Alexandre Taschereau, arcybiskup Quebec – kardynał prezbiter S. Maria della Vittoria (tytuł nadany 17 marca 1887), zm. 12 kwietnia 1898
3. Benoît-Marie Langénieux, arcybiskup Reims – kardynał prezbiter S. Giovanni a Porta Latina (tytuł nadany 17 marca 1887), zm. 1 stycznia 1905
4. James Gibbons, arcybiskup Baltimore – kardynał prezbiter S. Maria in Trastevere (tytuł nadany 17 marca 1887), zm. 24 marca 1921
5. Charles-Philippe Place, arcybiskup Rennes – kardynał prezbiter S. Maria Nuova (tytuł nadany 17 marca 1887), zm. 5 marca 1893
6. Augusto Theodoli, prefekt Domu Papieskiego – kardynał diakon S. Maria della Scala (tytuł nadany 10 czerwca 1886), zm. 26 czerwca 1892
7. Camillo Mazzella SJ – kardynał diakon S. Adriano (tytuł nadany 10 czerwca 1886), następnie kardynał prezbiter S. Maria in Traspontina (22 czerwca 1896), kardynał biskup Palestriny (19 kwietnia 1897), zm. 26 marca 1900

## Konsystorz z14 marca1887
1. Serafino Vannutelli, tytularny arcybiskup Nicei, nuncjusz w Austro-Węgrzech – kardynał prezbiter S. Sabina (tytuł nadany 26 maja 1887), następnie kardynał prezbiter S. Girolamo degli Schiavoni (11 lutego 1889), kardynał biskup Frascati (12 czerwca 1893), kardynał biskup Porto e S. Rufina (22 czerwca 1903), kardynał biskup Ostii i Porto e S. Rufina (25 maja 1914), zm. 19 sierpnia 1915
2. Gaetano Aloisi Masella, tytularny arcybiskup Neocezarei – kardynał prezbiter S. Tommaso in Parione (tytuł nadany 17 marca 1887), następnie kardynał prezbiter S. Prassede (16 stycznia 1893), zm. 22 listopada 1902
3. Luigi Giordani, arcybiskup Ferrary – kardynał prezbiter Ss. Silvestro e Martino (tytuł nadany 17 marca 1887), zm. 21 kwietnia 1893
4. Camillo Siciliano di Rende, arcybiskup Benewentu – kardynał prezbiter S. Sisto (tytuł nadany 26 maja 1887), zm. 16 maja 1897
5. Mariano Rampolla del Tindaro, tytularny arcybiskup Heraklei, nuncjusz w Hiszpanii – kardynał prezbiter S. Cecilia (tytuł nadany 26 maja 1887), zm. 16 grudnia 1913

## Konsystorz z23 maja1887
Kościoły tytularne zostały nadane 26 maja 1887
1. Luigi Pallotti, audytor Kamery Apostolskiej – kardynał diakon S. Maria ad Martyres, zm. 31 lipca 1890
2. Agostino Bausa OP, Mistrz Świętego Pałacu – kardynał diakon S. Maria in Domnica, następnie kardynał prezbiter S. Sabina (14 lutego 1889), zm. 15 kwietnia 1899

## Konsystorz z11 lutego1889
1. Giuseppe Benedetto Dusmet OSBCas, arcybiskup Katanii – kardynał prezbiter S. Pudenziana (tytuł nadany 14 lutego 1889), zm. 4 kwietnia 1894
2. Giuseppe d’Annibale, tytularny biskup Caristo, asesor Świętego Oficjum – kardynał prezbiter Ss. Bonifacio ed Alessio (tytuł nadany 27 maja 1889), zm. 17 lipca 1892
3. Luigi Macchi, prefekt Pałacu Apostolskiego – kardynał diakon S. Maria in Aquiro (tytuł nadany 14 lutego 1889), następnie kardynał diakon S. Maria in Via Lata (30 listopada 1896), zm. 29 marca 1907

## Konsystorz z24 maja1889
1. François-Marie-Benjamin Richard de la Vergne, arcybiskup Paryża – kardynał prezbiter S. Maria in Via (tytuł nadany 30 grudnia 1889), zm. 28 stycznia 1908
2. Joseph-Alfred Foulon, arcybiskup Lyonu – kardynał prezbiter S. Eusebio (tytuł nadany 30 grudnia 1889), zm. 23 stycznia 1893
3. Aimé-Victor-François Guilbert, arcybiskup Bordeaux – kardynał prezbiter bez tytułu, zm. 16 sierpnia 1889
4. Pierre-Lambert Goossens, arcybiskup Mechelen – kardynał prezbiter S. Croce in Gerusalemme (tytuł nadany 27 maja 1889), zm. 25 stycznia 1906
5. Franziskus von Paula Schönborn, arcybiskup Pragi – kardynał prezbiter Ss. Giovanni e Paolo (tytuł nadany 30 grudnia 1889), zm. 25 czerwca 1899
6. Achille Apolloni, wicekamerling – kardynał diakon S. Cesareo in Palatio (tytuł nadany 27 maja 1889), zm. 3 kwietnia 1893
7. Gaetano de Ruggiero, regent Kancelarii Apostolskiej – kardynał diakon S. Maria in Cosmedin (tytuł nadany 27 maja 1889), zm. 9 października 1896

## Konsystorz z30 grudnia1889

### Nominacjain pectore, opublikowana 23 czerwca 1890
1. Vincenzo Vannutelli, tytularny arcybiskup Sardes, nuncjusz w Portugalii – kardynał prezbiter S. Silvestro in Capite (tytuł nadany 4 czerwca 1891), następnie kardynał biskup Palestriny (19 kwietnia 1900), kardynał biskup Ostii i Palestriny (6 grudnia 1915), zm. 9 lipca 1930

## Konsystorz z23 czerwca1890
1. Sebastiano Galeati, arcybiskup Rawenny – kardynał prezbiter S. Lorenzo in Panisperna (tytuł nadany 26 czerwca 1890), zm. 25 stycznia 1901
2. Gaspard Mermillod, biskup Lozanny i Genewy – kardynał prezbiter Ss. Nereo ed Achilleo (tytuł nadany 26 czerwca 1890), zm. 23 lutego 1892
3. Albin Dunajewski, biskup Krakowa – kardynał prezbiter Ss. Vitale, Gervasio e Protasio (tytuł nadany 4 czerwca 1891), zm. 18 czerwca 1894

## Konsystorz z1 czerwca1891
1. Luigi Rotelli, tytularny arcybiskup Farsalos, nuncjusz we Francji – kardynał prezbiter bez tytułu, zm. 15 września 1891
2. Anton Josef Gruscha, arcybiskup Wiednia – kardynał prezbiter S. Maria degli Angeli (tytuł nadany 17 grudnia 1891), zm. 5 sierpnia 1911

## Konsystorz z14 grudnia1891
Kościoły tytularne zostały nadane 17 grudnia 1891.
1. Fulco Luigi Ruffo-Scilla, tytularny arcybiskup Petry, prefekt Domu Papieskiego – kardynał prezbiter S. Maria in Traspontina, zm. 29 maja 1895
2. Luigi Sepiacci OESA, tytularny biskup Calinico, sekretarz Kongregacji ds. Biskupów i Zakonników – kardynał prezbiter S. Prisca, zm. 26 kwietnia 1893

## Konsystorz z16 stycznia1893

### Nominacja jawna
1. Giuseppe Guarino, arcybiskup Messyny – kardynał prezbiter S. Tommaso in Parione (tytuł nadany 19 stycznia 1893), zm. 22 września 1897
2. Mario Mocenni, tytularny arcybiskup Heliopolis, substytut sekretarza stanu – kardynał prezbiter S. Bartolomeo all'Isola (tytuł nadany 19 stycznia 1893), następnie kardynał biskup Sabiny (18 maja 1894), zm. 14 listopada 1904
3. Amilcare Malagola, arcybiskup Fermo – kardynał prezbiter S. Balbina (tytuł nadany 19 stycznia 1893), zm. 22 czerwca 1895
4. Angelo Di Pietro, tytularny arcybiskup Nazjanzu, nuncjusz w Hiszpanii – kardynał prezbiter Ss. Bonifacio ed Alessio (tytuł nadany 15 czerwca 1893), następnie kardynał prezbiter S. Lorenzo in Lucina (22 czerwca 1903), zm. 5 grudnia 1914
5. Benito Sanz y Forés, arcybiskup Sewilli – kardynał prezbiter S. Eusebio (tytuł nadany 15 czerwca 1893), zm. 1 listopada 1895
6. Guillaume-René Meignan, arcybiskup Tours – kardynał prezbiter SS. Trinita al Monte Pincio (tytuł nadany 15 czerwca 1893), zm. 20 stycznia 1896
7. Léon-Benoît-Charles Thomas, arcybiskup Rouen – kardynał prezbiter S. Maria Nuova (tytuł nadany 15 czerwca 1893), zm. 9 marca 1894
8. Philipp Krementz, arcybiskup Kolonii – kardynał prezbiter S. Crisogono (tytuł nadany 19 stycznia 1893), zm. 6 maja 1899
9. Ignazio Persico OFMCap, tytularny arcybiskup Damietty, sekretarz Kongregacji Propaganda Fide – kardynał prezbiter S. Pietro in Vincoli (tytuł nadany 19 stycznia 1893), zm. 8 grudnia 1895
10. Luigi Galimberti, tytularny arcybiskup Nicei, nuncjusz w Austro-Węgrzech – kardynał prezbiter Ss. Nereo ed Achilleo (tytuł nadany 15 czerwca 1893), zm. 7 maja 1896
11. Michael Logue, arcybiskup Armagh – kardynał prezbiter S. Maria della Pace (tytuł nadany 19 stycznia 1893), zm. 19 listopada 1924
12. Kolos Ferenc Vaszary OSBHung, arcybiskup Ostrzyhomia – kardynał prezbiter Ss. Silvestro e Martino (tytuł nadany 15 czerwca 1893), zm. 3 września 1915
13. Herbert Vaughan, arcybiskup Westminsteru – kardynał prezbiter Ss. Andrea e Gregorio al Monte Celio (tytuł nadany 19 stycznia 1893), zm. 19 czerwca 1903
14. Georg von Kopp, biskup Wrocławia – kardynał prezbiter S. Agnese fuori le mura (tytuł nadany 19 stycznia 1893), zm. 4 marca 1914

### Nominacjain pectore, opublikowana 18 maja 1894
1. Andreas Steinhuber SJ – kardynał diakon S. Agata alla Suburra (tytuł nadany 21 maja 1894), zm. 15 października 1907

### Nominacjain pectore, opublikowana 29 listopada 1895
1. Adolphe-Louis-Albert Perraud CO, biskup Autun – kardynał prezbiter S. Pietro in Vincoli (tytuł nadany 25 czerwca 1896), zm. 10 lutego 1906

## Konsystorz z12 czerwca1893
1. Victor-Lucien-Sulpice Leçot, arcybiskup Bordeaux – kardynał prezbiter S. Pudenziana (tytuł nadany 21 maja 1894), zm. 19 grudnia 1908
2. Giuseppe Maria Graniello CRSP, tytularny arcybiskup Cezarei, sekretarz Kongregacji ds. Biskupów i Zakonników – kardynał prezbiter Ss. Quirico e Giulitta (tytuł nadany 15 czerwca 1893), zm. 8 stycznia 1896
3. Joseph-Chrétien-Ernest Bourret, biskup Rodez – kardynał prezbiter S. Maria Nuova (tytuł nadany 21 maja 1894), zm. 10 lipca 1896
4. Lőrinc Schlauch, biskup Nagy-Varad – kardynał prezbiter S. Girolamo degli Schiavoni (tytuł nadany 21 maja 1894), zm. 10 lipca 1902
5. Giuseppe Sarto, biskup Mantui – kardynał prezbiter S. Bernardo alle Terme (tytuł nadany 15 czerwca 1893), od 4 sierpnia 1903 papież Pius X, zm. 20 sierpnia 1914

## Konsystorz z18 maja1894
1. Egidio Mauri OP, arcybiskup Ferrary – kardynał prezbiter S. Bartolomeo all'Isola (tytuł nadany 21 maja 1894), następnie kardynał prezbiter S. Maria sopra Minerva (2 grudnia 1895), zm. 13 marca 1896
2. Ciriaco María Sancha y Hervás, arcybiskup Walencji – kardynał prezbiter S. Pietro in Montorio (tytuł nadany 2 grudnia 1895), zm. 26 lutego 1909
3. Domenico Svampa, biskup Forli – kardynał prezbiter S. Onofrio (tytuł nadany 21 maja 1894), zm. 10 sierpnia 1907
4. Andrea Carlo Ferrari, biskup Como – kardynał prezbiter S. Anastasia (tytuł nadany 21 maja 1894), zm. 2 lutego 1921
5. Francesco Segna, asesor Świętego Oficjum – kardynał diakon S. Maria in Portico (tytuł nadany 21 maja 1894), zm. 4 stycznia 1911

## Konsystorz z29 listopada1895
1. Sylwestr Sembratowycz, greckokatolicki arcybiskup Lwowa – kardynał prezbiter S. Stefano al Monte Celio (tytuł nadany 25 czerwca 1896), zm. 4 sierpnia 1898
2. Francesco di Paola Satolli, tytularny arcybiskup Lepanto, delegat apostolski w USA – kardynał prezbiter S. Maria in Aracoeli (tytuł nadany 3 grudnia 1896), następnie kardynał biskup Frascati (22 czerwca 1903), zm. 8 stycznia 1910
3. Johannes Haller, arcybiskup Salzburga – kardynał prezbiter S. Bartolomeo all'Isola (tytuł nadany 25 czerwca 1896), zm. 5 maja 1900
4. Antonio María Cascajares y Azara, arcybiskup Valladolid – kardynał prezbiter S. Eusebio (tytuł nadany 25 czerwca 1896), następnie kardynał prezbiter S. Agostino (24 marca 1898), zm. 27 lipca 1901
5. Girolamo Maria Gotti OCD, tytularny arcybiskup Petry – kardynał prezbiter S. Maria della Scala (tytuł nadany 2 grudnia 1895), zm. 19 marca 1916
6. Jean-Pierre Boyer, arcybiskup Bourges – kardynał prezbiter SS. Trinita al Monte Pincio (tytuł nadany 25 czerwca 1896), zm. 16 grudnia 1896
7. Achille Manara, biskup Ankony – kardynał prezbiter S. Pancrazio (tytuł nadany 2 grudnia 1895), zm. 15 lutego 1906
8. Salvador Casañas i Pagès, biskup Urgel – kardynał prezbiter Ss. Quirico e Giulitta (tytuł nadany 25 czerwca 1896), zm. 27 października 1908

## Konsystorz z22 czerwca1896
Kościoły tytularne zostały nadane 3 grudnia 1896:
1. Domenico Maria Jacobini, tytularny arcybiskup Tyru, nuncjusz w Portugalii – kardynał prezbiter Ss. Marcellino e Pietro, zm. 1 lutego 1900
2. Antonio Agliardi, tytularny arcybiskup Cezarei Palestyńskiej, nuncjusz w Austro-Węgrzech – kardynał prezbiter Ss. Nereo ed Achilleo, następnie kardynał biskup Albano (14 grudnia 1899), zm. 19 marca 1915
3. Domenico Ferrata, tytularny arcybiskup Tessaloniki, nuncjusz we Francji – kardynał prezbiter S. Prisca, zm. 10 października 1914
4. Serafino Cretoni, tytularny arcybiskup Damaszku, nuncjusz w Hiszpanii – kardynał prezbiter S. Maria sopra Minerva, zm. 3 lutego 1909

## Konsystorz z30 listopada1896
Kościoły tytularne zostały nadane 3 grudnia 1896:
1. Raffaele Pierotti OP Mistrz Świętego Pałacu – kardynał diakon Ss. Cosma e Damiano, zm. 7 września 1905
2. Giuseppe Antonio Ermenegildo Prisco, kanonik kapituły w Neapolu – kardynał diakon S. Cesareo in Palatio, następnie kardynał prezbiter S. Sisto (24 marca 1898), zm. 4 lutego 1923

## Konsystorz z19 kwietnia1897
Kościoły tytularne zostały nadane 24 marca 1898:
1. José María Martín de Herrera y de la Iglesia, arcybiskup Santiago de Compostela – kardynał prezbiter S. Maria in Traspontina, zm. 8 grudnia 1922
2. Pierre-Hector Coullié, arcybiskup Lyonu – kardynał prezbiter SS. Trinita al Monte Pincio, zm. 12 września 1912
3. Guillaume-Marie-Joseph Labouré, arcybiskup Rennes – kardynał prezbiter S. Maria Nuova, zm. 21 kwietnia 1906
4. Guillaume-Marie-Romain Sourrieu, arcybiskup Rouen – kardynał prezbiter S. Clemente, zm. 16 czerwca 1899

## Konsystorz z19 czerwca1899

### Nominacje jawne
1. Giovanni Battista Casali del Drago, tytularny patriarcha Konstantynopola – kardynał prezbiter S. Maria della Vittoria (tytuł nadany 22 czerwca 1899), zm. 17 marca 1908
2. Francesco di Paola Cassetta, tytularny patriarcha Antiochii, wicegerent Rzymu – kardynał prezbiter S. Crisogono (tytuł nadany 22 czerwca 1899), następnie kardynał biskup Sabiny (27 marca 1905), kardynał biskup Frascati (27 listopada 1911), zm. 23 marca 1919
3. Gennaro Portanova, arcybiskup Reggio-Calabria – kardynał prezbiter S. Clemente (tytuł nadany 22 czerwca 1899), zm. 25 kwietnia 1908
4. Giuseppe Francica-Nava di Bontifé, arcybiskup Katanii – kardynał prezbiter Ss. Giovanni e Paolo (tytuł nadany 14 grudnia 1899), zm. 7 grudnia 1928
5. Agostino Ciasca OESA, tytularny arcybiskup Larissy, sekretarz Kongregacji Propaganda Fide – kardynał prezbiter S. Callisto (tytuł nadany 22 czerwca 1899), zm. 6 lutego 1902
6. François-Désiré Mathieu, arcybiskup Tuluzy – kardynał prezbiter S. Sabina (tytuł nadany 22 czerwca 1899), zm. 26 października 1908
7. Pietro Respighi, arcybiskup Ferrary – kardynał prezbiter Ss. IV Coronati (tytuł nadany 22 czerwca 1899), zm. 22 marca 1913
8. Agostino Richelmy, arcybiskup Turynu – kardynał prezbiter S. Eusebio (tytuł nadany 22 czerwca 1899), następnie kardynał S. Maria in Via (27 listopada 1911), zm. 10 sierpnia 1923
9. Jakob Missia, arcybiskup Görz – kardynał prezbiter S. Stefano al Monte Celio (tytuł nadany 14 grudnia 1899), zm. 23 marca 1902
10. Luigi Trombetta, sekretarz Kongregacji ds. Biskupów i Zakonników – kardynał diakon S. Eustachio (tytuł nadany 22 czerwca 1899), zm. 17 stycznia 1900
11. José de Calasanz Félix Santiago Vives y Tutó OFMCap, definitor generalny zakonu kapucynów – kardynał diakon S. Adriano (tytuł nadany 22 czerwca 1899), zm. 7 września 1913

### Nominacjain pectore, opublikowana 15 kwietnia 1901
1. Alessandro Sanminiatelli-Zabarella, tytularny arcybiskup Tiany, skarbnik generalny Kamery Apostolskiej – kardynał prezbiter Ss. Marcellino e Pietro (18 kwietnia 1901), zm. 24 listopada 1910
2. Francesco Salesio della Volpe, prefekt Domu Papieskiego – kardynał diakon S. Maria in Aquiro (tytuł nadany 18 kwietnia 1901), zm. 5 listopada 1916

## Konsystorz z15 kwietnia1901
1. Donato Maria Dell’Olio, arcybiskup Benewentu – kardynał prezbiter S. Balbina (tytuł nadany 18 kwietnia 1901), zm. 18 stycznia 1902
2. Sebastiano Martinelli OESA, tytularny arcybiskup Efezu, delegat apostolski w USA – kardynał prezbiter S. Agostino (tytuł nadany 9 czerwca 1902), zm. 4 lipca 1918
3. Casimiro Gennari, tytularny arcybiskup Lepanto, asesor Świętego Oficjum – kardynał prezbiter S. Marcello (tytuł nadany 18 kwietnia 1901), zm. 31 stycznia 1914
4. Lev Skrbenský z Hriste, arcybiskup Pragi – kardynał prezbiter S. Stefano al Monte Celio (tytuł nadany 9 czerwca 1902), zm. 24 grudnia 1938 jako ostatni kardynał z nominacji Leona XIII
5. Giulio Boschi, arcybiskup Ferrary – kardynał prezbiter S. Lorenzo in Panisperna (tytuł nadany 18 kwietnia 1901), następnie kardynał biskup Frascati (3 lipca 1919), zm. 15 maja 1920
6. Agostino Gaetano Riboldi, arcybiskup Rawenny – kardynał prezbiter Ss. Nereo ed Achilleo (tytuł nadany 18 kwietnia 1901), zm. 25 kwietnia 1902
7. Jan Duklan Puzyna, biskup Krakowa – kardynał prezbiter Ss. Vitale, Gervasio e Protasio (tytuł nadany 9 czerwca 1902), zm. 8 września 1911
8. Bartolomeo Bacilieri, biskup Werony – kardynał prezbiter S. Bartolomeo all'Isola (tytuł nadany 18 kwietnia 1901), zm. 14 lutego 1923
9. Luigi Tripepi, sekretarz Kongregacji ds. Obrzędów – kardynał diakon S. Maria in Domnica (tytuł nadany 18 kwietnia 1901), zm. 29 grudnia 1906
10. Felice Cavagnis, sekretarz Kongregacji Nadzwyczajnych Spraw Kościoła – kardynał diakon S. Maria ad Martyres (tytuł nadany 18 kwietnia 1901), zm. 29 grudnia 1906

## Konsystorz z22 czerwca1903
1. Carlo Nocella, tytularny patriarcha Konstantynopola, sekretarz Kongregacji Konsystorialnej i Kolegium Kardynałów – kardynał prezbiter S. Callisto (tytuł nadany 25 czerwca 1903), zm. 22 lipca 1908
2. Beniamino Cavicchioni, tytularny arcybiskup Nazjanzu, sekretarz Kongregacji Soboru Trydenckiego – kardynał prezbiter S. Maria in Aracoeli (tytuł nadany 25 czerwca 1903), zm. 17 kwietnia 1911
3. Andrea Aiuti, tytularny arcybiskup Damietty, nuncjusz w Portugalii – kardynał prezbiter S. Girolamo degli Schiavoni (tytuł nadany 12 listopada 1903), zm. 28 kwietnia 1905
4. Emidio Taliani, tytularny arcybiskup Sebaste, nuncjusz w Austro-Węgrzech – kardynał prezbiter S. Bernardo alle Terme (tytuł nadany 12 listopada 1903), zm. 24 sierpnia 1907
5. Sebastián Herrero y Espinosa de los Monteros CO, arcybiskup Walencji – kardynał prezbiter Ss. Bonifacio ed Alessio (tytuł nadany 27 sierpnia 1903), zm. 9 grudnia 1903
6. Johannes Baptist Katschthaler, arcybiskup Salzburga – kardynał prezbiter S. Tommaso in Parione (tytuł nadany 12 listopada 1903), zm. 27 lutego 1914
7. Anton Hubert Fischer, arcybiskup Kolonii – kardynał prezbiter Ss. Nereo ed Achilleo (tytuł nadany 25 czerwca 1903), zm. 30 lipca 1912